# 長洲 (選區)
長洲（英語：Cheung Chau，代號：T10），是香港離島區議會屬下的選區，2019年設立，2023年撤銷。2023年選區撤銷前議席懸空，末任區議員為離島連線成員梁國豪。

## 範圍
選區包括長洲全島，與大嶼山、坪洲及喜靈洲以及南丫及蒲台選區隔海相望。投票站因應區內環境而設有四個，分別位於佛教慧因法師紀念中學、明愛陳震夏郊野學園（聖保祿校舍）、長洲體育館及國民學校。不論是1982年成立的長洲北還是1994年成立的長洲南，島民基於社團繁多而關係密切，故長洲有很長的時間皆為建制派的傳統陣營之一，曾出現自動當選情況。

## 沿革
1994年至2015年間，長洲全島劃為長洲南、北兩個選區，然而由於經濟活動衰退，居民遷出市區謀生，兩個選區低於標準人口基數（約一萬七千人）75%的法定下限，逐漸不足以維持，但基於合併以後的選區人口達到二萬六千（1994年）至二萬二千人（1999年及2015年）之間，高於標準人口基數125%的法定上限之餘，亦比其他選區為多，故未有合併。
2018年選舉管理委員會因應東涌新市鎮多個屋苑入伙帶動人口增加，而離島區未有增加議席之下，將原有長洲南、北選區合併為長洲選區，騰出席位到東涌。選區2019年6月預計人口為21,752人，雖然比標準人口基數（16,599人）高出三成，但較大嶼山、滿逸及逸東邨北選區的24,685、23,475及24,772人為低。時任長洲南北區議員雖組織居民反對，要求保留兩個選區，然而基於未有其他可行方案，結果維持原有計劃，落實長洲單一選區。
2019年區議會選舉，長洲南、北原任議員同時不再尋求連任，交由民建聯郭慧文參選，對上屆參選長洲南的民主派梁國豪。在得到朱凱廸新西團隊、民主動力認可下，梁氏以六成得票當選，梁國豪成為單一選區後的長洲區議員，是長洲歷史上首位泛民主派區議員。另外郭卓堅亦曾報名參選，但其後退選。2021年5月20日，朱凱廸新西團隊宣佈解散，梁國豪以獨立民主派身份繼續活動，2021年7月10日，梁國豪因應政府計劃追討協助民主派初選區議員的酬金津貼傳聞所帶動的區議員辭職潮中，辭去區議員職務。

## 歷屆議員
| 屆別                  | 議員   | 政治聯繫 | 政治聯繫                               |
| --------------------- | ------ | -------- | -------------------------------------- |
| 2020年－2021年7月10日 | 梁國豪 |          | 離島連線／朱 朱凱廸新西團隊 → 離島連線 |
| 2021年7月11日－2023年 | 懸空   | 懸空     | 懸空                                   |

## 歷屆選舉結果
| 政党   | 政党                    | 候选人    | 票数  | %     | ±      |
| ------ | ----------------------- | --------- | ----- | ----- | ------ |
|        | 民建聯                  | ①. 郭慧文 | 3,233 | 38.60 | 新選區 |
|        | 朱凱迪新西團隊/離島連線 | ②. 梁國豪 | 5,142 | 61.40 | 新選區 |
| 多数票 | 多数票                  | 多数票    | 1,909 | 22.79 | 新選區 |